# Tobias Wolff
Pour les articles homonymes, voir Wolff.
Œuvres principales
- Engrenages ou Un voleur parmi nous (The Barracks Thief)

Tobias Wolff, né le 19 juin 1945 à Birmingham en Alabama, est un écrivain américain et une figure du Kmart realism. Ancien officier de l'armée américaine durant la guerre du Viêt Nam et ancien enseignant de l'université de Syracuse, aujourd'hui en poste à l'université Stanford, il est l'auteur de plusieurs romans, nouvelles, mémoires et essais, dont le roman Engrenages ou Un voleur parmi nous (The Barracks Thief), lauréat en 1985 du prestigieux PEN/Faulkner Award de la meilleure fiction.

## Biographie
Tobias Wolff naît à Birmingham dans l'état de l'Alabama en 1945. Il a pour frère l'écrivain Geoffrey Wolff (en). Enfant, ses parents se séparent et, tandis que son frère reste avec son père, il vit dès lors avec sa mère dans divers endroits, notamment à Seattle et à Newhalem dans l'état de Washington. 
Après avoir frequenté le Concrete High School à Concrete, il poursuit ses études à la The Hill School (en) situé dans l'arrondissement de Pottstown en Pennsylvanie. Pour avoir falsifié ses lettres de recommandation, il est expulsé de cette école.
Pendant la guerre du Viêt Nam, il sert comme officier dans l'U.S. Army de 1968 à 1972. Il s'installe ensuite en Angleterre ou il obtient un baccalauréat en anglais au Hertford College. De retour aux États-Unis, il travaille comme journaliste pour le The Washington Post avant de partir en Californie ou il occupe divers emplois. En 1975, il publie son premier roman, Ugly Rumours et obtient une bourse Stegner (en) afin d'étudier l'écriture créative à l'université Stanford, dont il sort diplômé en 1978.
De 1980 à 1997, il enseigne à l'université de Syracuse, ou il côtoie l'écrivain Raymond Carver et a pour élèves Jay McInerney, Tom Perrotta, George Saunders, Alice Sebold, William Tester (en), Paul Griner et Paul Watkins. En 1981, il publie son premier recueil de nouvelles, Dans le jardin des martyrs nord-américains (In the Garden of the North American Martyrs), également connu en France sous le titre Chasseurs dans la neige. En 1984, il publie Engrenages ou Un voleur parmi nous (The Barracks Thief), qui remporte le prix PEN/Faulkner Award l'année suivante. 
En 1989, il publie un récit autobiographique sur son enfance, Un mauvais sujet, souvenirs d'une enfance (This Boy's Life). Ce roman est porté à l'écran par Michael Caton-Jones en 1993 sous le titre Blessures secrètes, avec Robert De Niro, Leonardo DiCaprio et Ellen Barkin dans les rôles principaux. En 1994, il raconte son expérience en tant qu'officier de l'armée américaine durant la Guerre du Viêt Nam dans le récit Dans l'armée de Pharaon (In Pharaoh's Army: Memories of a Lost War).
En 1997, il retrouve l'université Stanford ou il enseigne l'anglais et l'écriture créative. En 2015, il reçoit des mains du président Barack Obama la National Medal of Arts

## Œuvre

### Romans
- Ugly Rumours, 1975
- Engrenages ou Un voleur parmi nous (The Barracks Thief, 1984) Première édition française aux éditions Alinea sous le titre Engrenages en 1989, puis en poche 10/18. Seconde édition française aux éditions Gallmeister sous le titre Un voleur parmi nous en 2016.
- Portrait de classe (Old School, 2003)

### Recueils de nouvelles
- Chasseurs dans la neige ou Dans le jardin des martyrs nord-américains (In the Garden of the North American Martyrs, 1981) Première édition française aux éditions Alinea sous le titre Chasseurs dans la neige en 1987, puis en poche 10/18, incluant 10 nouvelles sur les 12 du recueil original. Seconde édition française aux éditions Gallmeister sous le titre Dans le jardin des martyrs nord-américains en 2014, traduction intégrale.
- Retour au monde (Back in the World, 1985)
- La nuit en question (The Night in Question, 1997)
- Notre histoire commence (Our Story Begins: New and Selected Stories, 2008)

### Mémoires
- Un mauvais sujet, souvenirs d'une enfance, 1991 (This Boy's Life, 1989)
- Dans l'armée de Pharaon : Souvenirs d'une guerre perdue  (In Pharaoh's Army: Memories of a Lost War), 1994 Ce roman fait le récit de l'expérience de soldat de l'auteur durant la guerre du Viêt Nam.

## Filmographie

### Au cinéma
- 1993 : Blessures secrètes (This Boy's Life), film américain réalisé par Michael Caton-Jones d'après le roman éponyme, avec Robert De Niro, Leonardo DiCaprio et Ellen Barkin.
- 2001 : Bullet in the Brain, court-métrage américain réalisé par David Von Ancken d'après la nouvelle éponyme.

## Prix et distinctions notables
- O. Henry Award en 1981 pour la nouvelle Dans le jardin des martyrs nord-américains (In the Garden of the North American Martyrs)
- O. Henry Award en 1982 pour la nouvelle Next Door.
- O. Henry Award en 1985 pour la nouvelle Sister.
- PEN/Faulkner Award en 1985 pour le roman Engrenages ou Un voleur parmi nous (The Barracks Thief)
- Whiting Awards (en) en 1989.
- Los Angeles Times Book Prize en 1989 pour le récit Un mauvais sujet, souvenirs d'une enfance (This Boy's Life)
- Rea Award for the Short Story (en) en 1989.
- PEN/Malamud Award (en) en 2006.
- The Story Prize (en) en 2008 pour le recueil Notre histoire commence (Our Story Begins: New and Selected Stories).